# El Palmarito
El Palmarito är en ort i Mexiko.   Den ligger i kommunen Genaro Codina och delstaten Zacatecas, i den centrala delen av landet, 500 km nordväst om huvudstaden Mexico City. El Palmarito ligger 2 150 meter över havet och antalet invånare är 122.
Terrängen runt El Palmarito är huvudsakligen kuperad, men åt nordväst är den platt. El Palmarito ligger nere i en dal. Runt El Palmarito är det ganska glesbefolkat, med 48 invånare per kvadratkilometer. Närmaste större samhälle är San Pedro Piedra Gorda, 10,6 km öster om El Palmarito. Omgivningarna runt El Palmarito är i huvudsak ett öppet busklandskap.